# Головченко Георгій Геннадійович
Гео́ргій Генна́дійович Голо́вченко (нар. 5 липня 1931, Луганськ — пом. 22 жовтня 2012) — український архітектор; член Спілки архітекторів України з 1965 року.

## Життєпис
Народився 5 липня 1931 року в місті Луганську. 1957 року закінчив архітектурний факультет Харківського інженерно-будівельного інституту. Від 1965 року працював у Луганському філіалі українського державного інституту проектування міст «Гіпроград». Від 1970 року — голова правління Луганської організації Спілки ахітекторів України. Від 1973 року — головний архітектор інституту «Луганськцивільпроект», у 1982—1991 роках — директор цього інституту.
Помер 22 жовтня 2012 року.

## Споруди, зведені за проектами Г.Г.Головченка

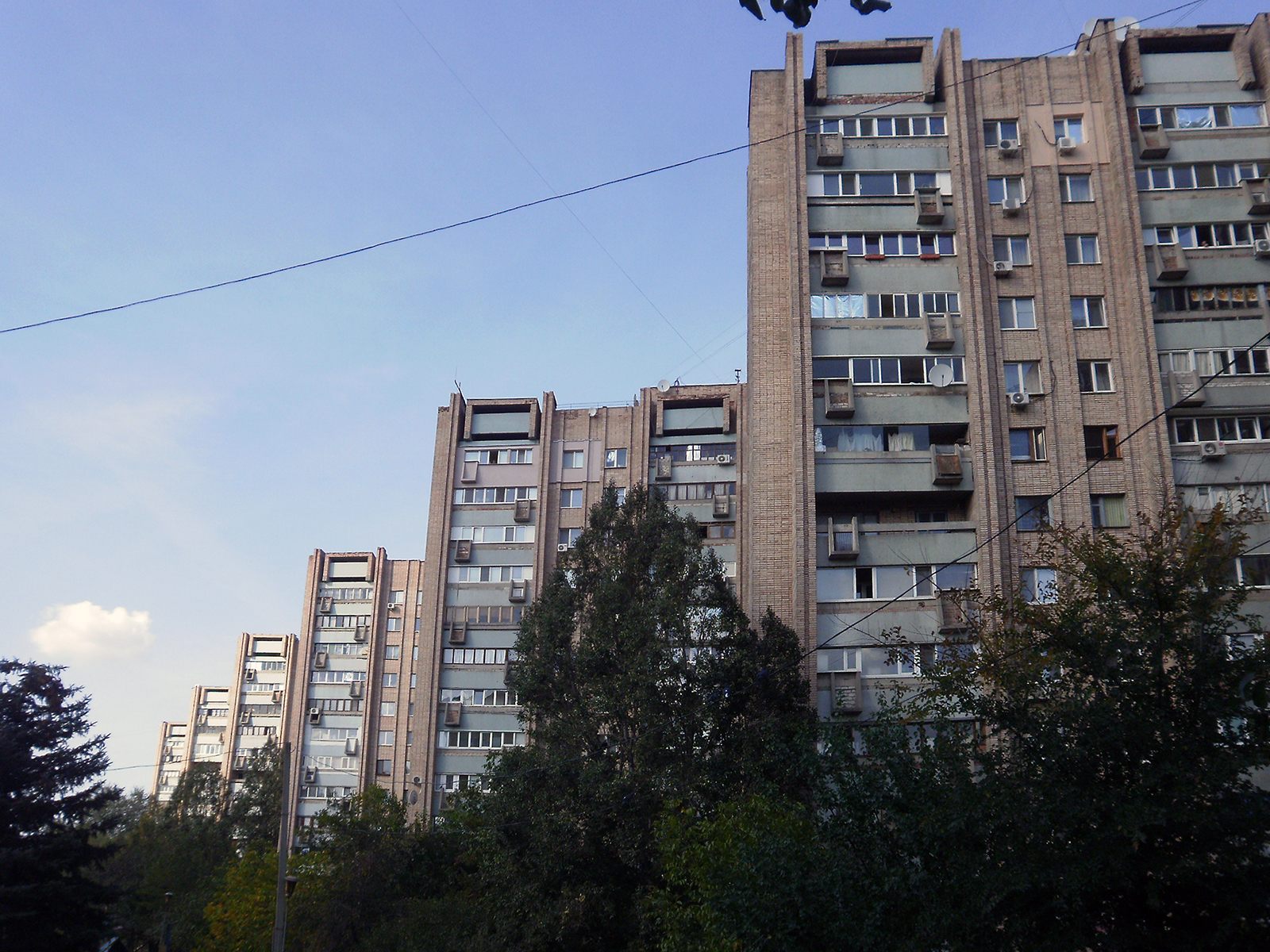
Луганськ, «Гармошка» (вул. Шевченка, 4)

- будівля Луганської філамонії (1962);
- будівля Луганського драматичного театру (1970);
- будинок облпрофради (1971);
- Луганський автовокзал (1976, 1989).

Виконав архітектурну прив'язку (тобто є співавтором) наступних пам'ятників:

Пам'ятник Володимиру Далю.

- меморіальний комплекс «Молода Гвардія» у Сорокиному (1965);
- монумент Героям Радянського Союзу у Луганську (1965, у співавторстві зі скульпторами П. Кізієвим, О. Редькіним, А. Самусем);
- монумент «Україна — визволителям» у смт Міловому Луганської області (1972, у співавторстві);
- пам'ятник Л. І. Лутугіну (Лутугине, 1970);
- пам'ятник Володимиру Далю, Луганськ (1980);
- пам'ятник О. Г. Стаханову (Кадіївка, 1985);
- пам'ятник К. Гаскойну (Луганськ, 1995);
- пам'ятник М. П. Холодиліну (Луганськ, 1996).

## Відзнаки

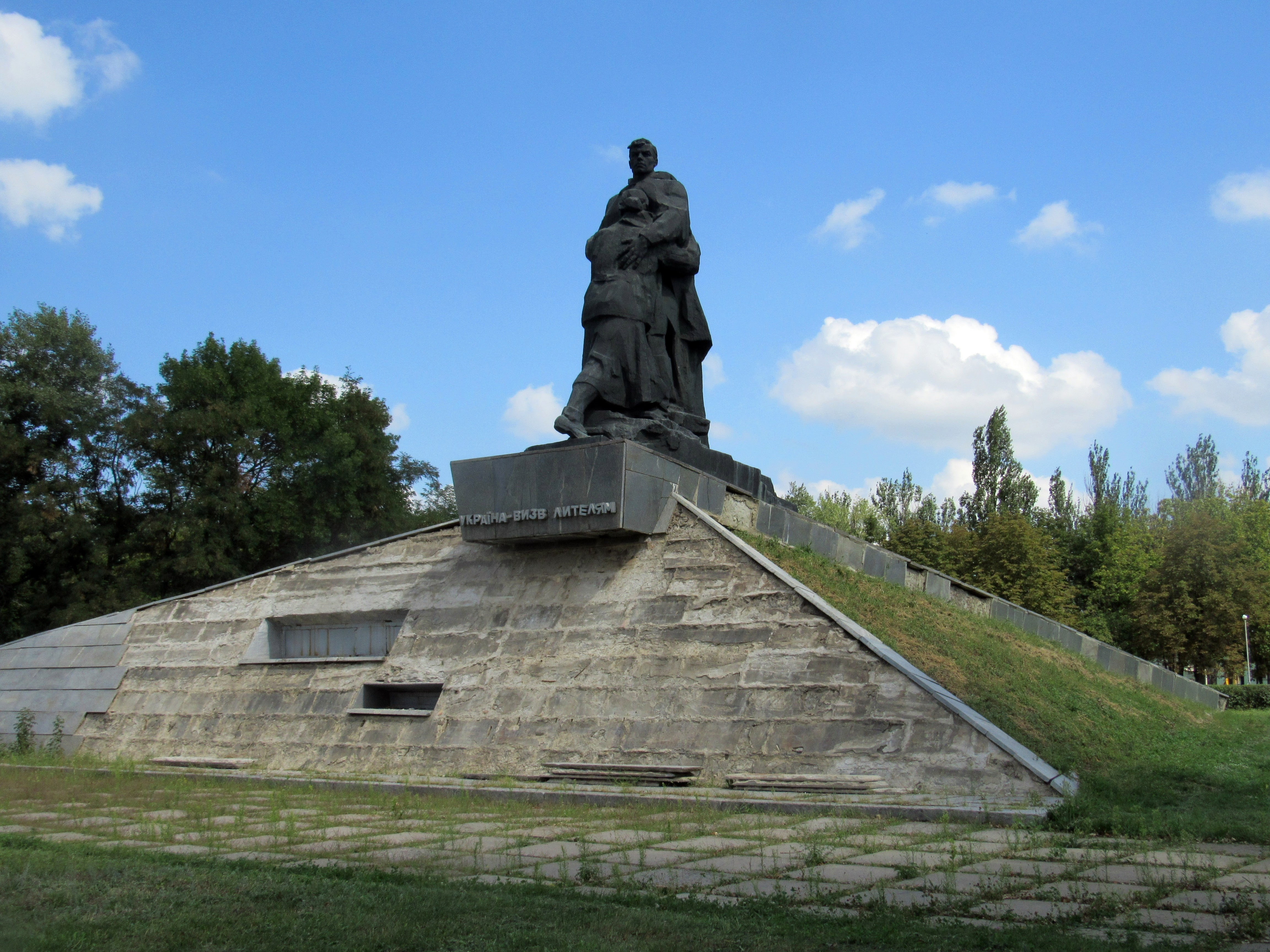
монумент «Україна — визволителям».

- Державна Премія УРСР імені Тараса Шевченка (1973 рік; разом з В. І. Мухіним, В. X. Федченком, І. П. Овчаренком, І. М. Чумаком (скульптори), А. М. Єгоровим, І. Ф. Міньком (архітектори) за монумент «Україна — визволителям» у смт Міловому Луганської області)[1];
- Заслужений архітектор УРСР з 1987 року.